# Geografia del Kazakistan
Il Kazakistan è un paese senza sbocco al mare situato in Asia centrale. Confina a nord-ovest e a nord con la Russia, a est con la Cina, e a sud con il Kirghizistan, l'Uzbekistan, il Mar d'Aral e il Turkmenistan; a sud-ovest è delimitato dal Mar Caspio. Il Kazakistan è il più grande paese dell'Asia centrale e il nono più esteso al mondo. La distanza tra i suoi punti estremi è di circa 2.930 chilometri da est a ovest e 1540 km da nord a sud. Sebbene le autorità dell'ex Unione Sovietica non considerassero il Kazakistan parte dell'Asia centrale, il paese presenta caratteristiche geografiche fisiche e culturali simili a quelle degli altri stati centroasiatici. La capitale è Astana (in precedenza nota come Nur-Sultan, Aqmola e Tselinograd), situata nella parte centro-settentrionale del paese. Il Kazakistan, precedentemente una repubblica costituente (dell'unione) dell'URSS, dichiarò l'indipendenza il 16 dicembre 1991.
Le grandi risorse minerarie e le terre arabili del Kazakistan hanno a lungo suscitato l'interesse – e l'invidia – di potenze esterne, e lo sfruttamento che ne è derivato ha generato problemi ambientali e politici. L'insediamento forzato dei Kazaki nomadi durante il periodo sovietico, combinato con una massiccia immigrazione slava, ha modificato radicalmente lo stile di vita tradizionale kazako e ha portato a un notevole processo di insediamento e urbanizzazione nel paese. Le usanze tradizionali dei Kazaki coesistono con difficoltà accanto alle incursioni della modernità.

## Morfologia

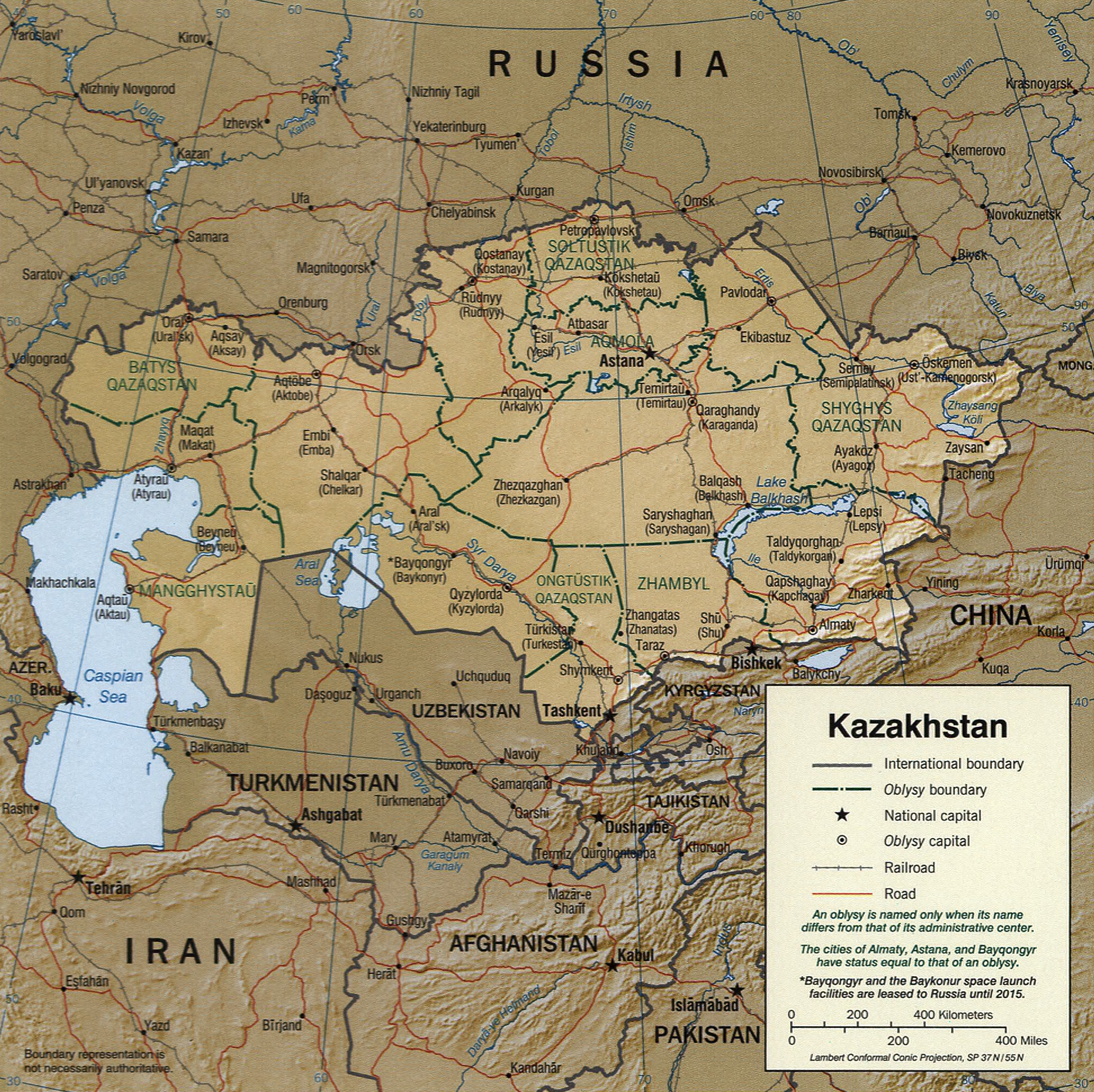
Carta dettagliata del Kazakistan.

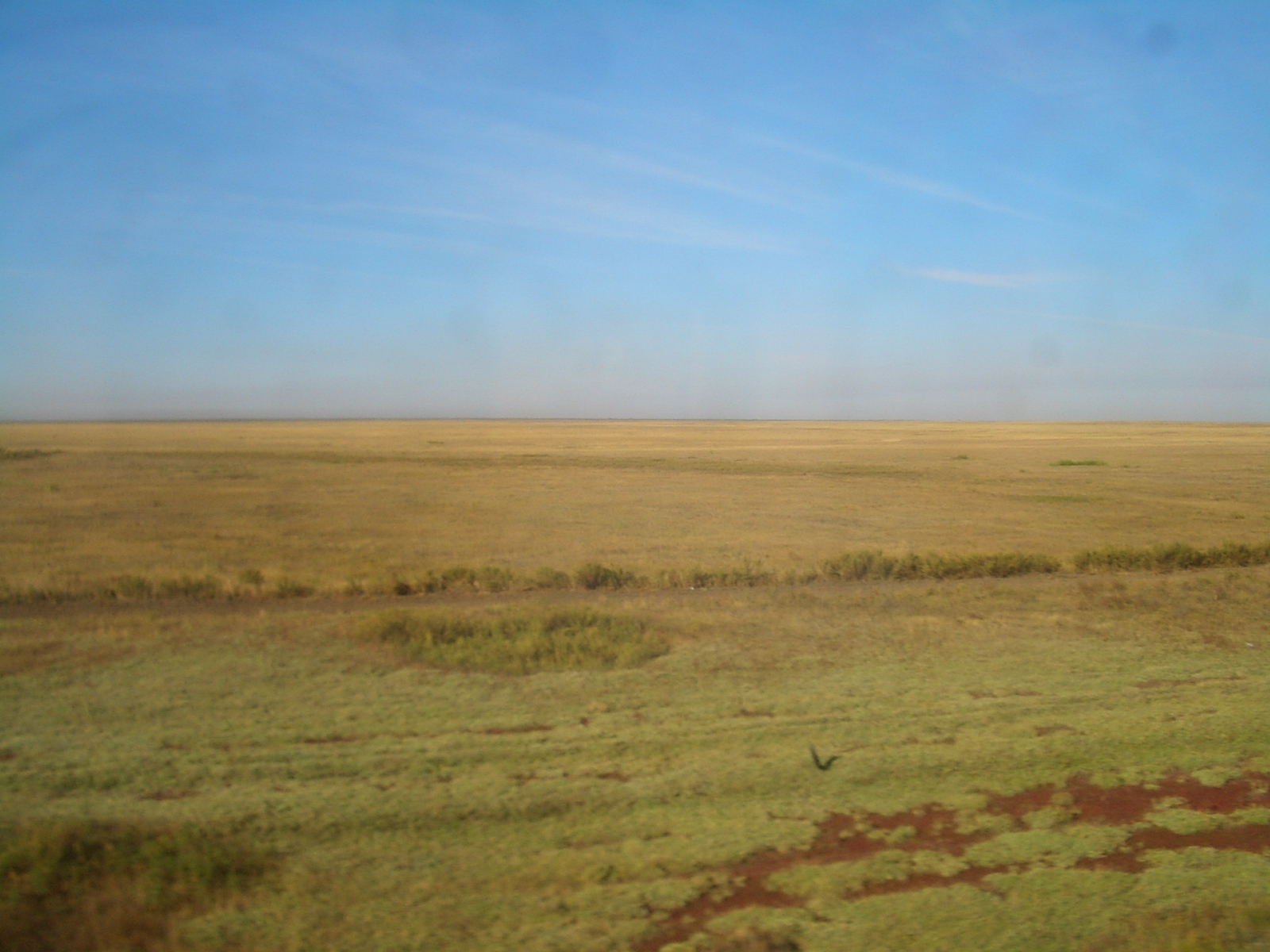
Steppe nella regione di Akmola.

Le pianure occupano circa un terzo della vasta estensione del Kazakistan, mentre altopiani collinari e pianure rappresentano quasi la metà della superficie, e le regioni montuose di bassa altitudine costituiscono circa un quinto. Il punto più elevato del Kazakistan, il Monte Khan-Tengri (noto anche come Picco Han-t'eng-ko-li), con i suoi 6.995 metri, si trova nella catena del Tien Shan, al confine tra Kazakistan, Kirghizistan e Cina, e si contrappone al terreno prevalentemente pianeggiante o ondulato che caratterizza la maggior parte della repubblica. Le aree occidentali e sud-occidentali del paese sono dominate dalla bassa Depressione Caspica, che nel suo punto più profondo si trova a circa 29 metri sotto il livello del mare. A sud della Depressione Caspica si estendono l'altopiano di Ustyurt e la penisola di Tupqaraghan (precedentemente nota come Mangyshlak), che si protende nel Mar Caspio.
Vaste aree sabbiose formano i deserti del Greater Barsuki e dell'Aral Karakum nei pressi del Mar d'Aral, il vasto deserto Betpaqdala nell'interno, e i deserti Muyunkum e Kyzylkum a sud. La maggior parte di queste aree desertiche presenta una scarsa copertura vegetale, alimentata dalle acque sotterranee.
Le depressioni, spesso occupate da laghi salati le cui acque si sono in gran parte evaporate, punteggiano le alture ondulate del Kazakistan centrale. Nel nord, le montagne raggiungono altitudini di circa 1.500 metri; alture di simile elevazione si trovano anche nelle Montagne Ulutau a ovest e nella catena Chingiz-Tau a est. Nelle regioni orientali e sud-orientali, massicci (enormi blocchi di roccia cristallina) sono incisi da vallate. Il complesso montuoso dell'Altai, a est, invia tre dorsali nel territorio della repubblica e, più a sud, la catena Tarbagatay rappresenta una propaggine del complesso Naryn-Kolbin. Un'altra catena, il Dzungarian Alatau, si estende verso il paese a sud della depressione che ospita il Lago Balkhash. Le vette del Tien Shan si innalzano lungo la frontiera meridionale con il Kirghizistan.

## Idrografia
Le regioni orientali e sud-orientali del Kazakistan possiedono una rete idrografica estesa: la maggior parte dei circa 7.000 corsi d'acqua del paese fa parte dei bacini endoreici che drenano verso il Mar d’Aral, il Mar Caspio e i laghi Balkhash e Tengiz. Le principali eccezioni sono rappresentate dai grandi fiumi Irtysh, Ishim (Esil) e Tobol, che scorrono verso nord-ovest dalle alture sud-orientali e, attraversando la Russia, defluiscono infine nelle acque artiche. A ovest, il principale corso d'acqua è il fiume Ural (in kazako: Zhayyq), che sfocia nel Mar Caspio. A sud, le acque dell'un tempo possente Syr Darya hanno, a partire dalla fine degli anni '70, raggiunto solo sporadicamente il Mar d'Aral.
Il fiume Irtysh convoglia ogni anno circa 28 miliardi di metri cubi d'acqua nel vasto bacino della Siberia occidentale. Alla fine degli anni '70, le autorità sovietiche elaborarono piani ambiziosi per derivare parte delle acque dell'Irtysh a fini irrigui per le aride pianure del Kazakistan e dell'Uzbekistan, ma il progetto fu abbandonato nel 1986 a causa dei costi elevati e delle preoccupazioni per i possibili effetti ecologici negativi. Di conseguenza, il Kazakistan meridionale e occidentale ha continuato a soffrire di una marcata carenza di risorse idriche. Il paese è inoltre colpito dal drastico esaurimento e dalla contaminazione (dovuta a pesticidi e fertilizzanti chimici) del flusso del Syr Darya, risorsa idrica fondamentale per l'irrigazione agricola.
Il Mar Caspio, il più grande bacino idrico continentale del mondo, costituisce il confine del Kazakistan per circa 2.330 km di costa. Altri importanti corpi idrici, tutti situati nella metà orientale del paese, comprendono i laghi Balkhash, Zaysan, Alaköl, Tengiz e Seletytengiz (Siletiteniz). Il Kazakistan circonda anche l'intera metà settentrionale del Mar d'Aral, un bacino idrico soggetto a un grave declino nella seconda metà del XX secolo: il dirottamento delle acque dolci a fini agricoli ha causato un forte aumento della salinità e il ritiro delle rive ha trasformato le aree circostanti in fonti di polveri saline e depositi contaminati, rendendo le terre inadatte alla vita animale, vegetale o umana.

## Clima

Carta climatica del Kazakistan.

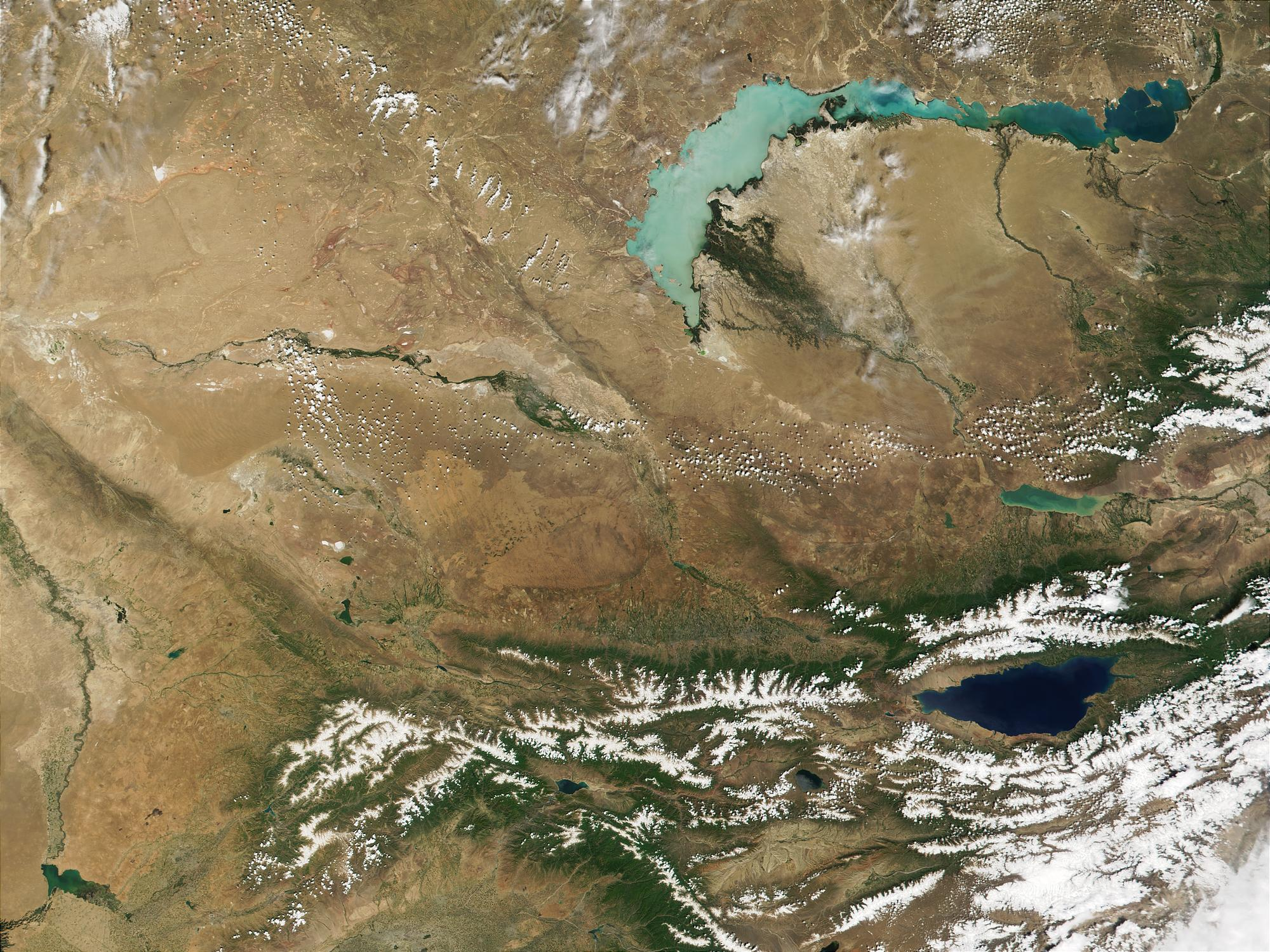
Il Kazakistan (in alto) e il Kirghizistan (in basso) visti dallo spazio. Lo specchio d’acqua in alto è il lago Balkhash.

Il clima del Kazakistan è marcatamente continentale, con estati calde che si alternano a inverni altrettanto estremi, soprattutto nelle pianure e nelle valli. Le temperature presentano ampie fluttuazioni, con notevoli variazioni tra le diverse subregioni. Le temperature medie di gennaio nelle regioni settentrionali e centrali variano da -19 a -16 °C; nelle regioni meridionali il clima è più mite, con valori compresi tra -5° e -1,4 °C. Le temperature medie di luglio raggiungono i 20 °C al nord e salgono fino a 29 °C al sud. Sono stati registrati estremi termici di -45 e 45 °C. Le precipitazioni sono generalmente scarse, variando da 200 a 300 millimetri annui nelle regioni settentrionali e centrali, fino a 400 o 500 millimetri nelle valli montane meridionali.

## Suoli
Suoli molto fertili caratterizzano le terre dal lontano nord del Kazakistan fino alle aree centrali e meridionali, dove prevalgono suoli più poveri e alcalini. Le vaste distese di terre arabili nelle pianure settentrionali sono le più intensamente coltivate e produttive. Altre aree coltivate si trovano ai margini delle catene montuose nel sud e nell'est; l'irrigazione e le opere di bonifica, ove possibile, si estendono lungo le valli fluviali fino alle aree desertiche. I test nucleari effettuati durante il periodo sovietico nei pressi di Semey (Semipalatinsk) hanno contaminato i suoli delle aree circostanti.

## Flora e fauna
La vegetazione delle pianure e dei deserti comprende assenzio (Artemisia spp.) e tamerice, con stipa (erba piuma) nelle pianure più aride. Il Kazakistan possiede una superficie boschiva molto limitata, pari a circa il 3% del territorio nazionale. Numerose specie animali, tra cui antilopi ed alci, abitano le pianure. Il lupo, l'orso e il leopardo delle nevi, insieme a specie di valore commerciale come l'ermellino e la martora zibellina, si trovano nelle aree collinari. Dal Mar Caspio i pescatori ricavano storioni, aringhe e scardole. In alcune zone del nord-est e sud-ovest del Kazakistan, dove la pesca commerciale era crollata collassata a causa dell'inquinamento industriale e agricolo, gli sforzi per ripopolare le specie ittiche hanno ottenuto alcuni successi. Nel 2008 le riserve naturali statali di Naurzum e Korgalzhyn sono state inserite nella lista dei siti patrimonio mondiale dell'UNESCO; entrambe rappresentano habitat importanti per gli uccelli migratori e molte altre specie animali.